# Analecta
Analecta – seria wydawnicza Franciszkańskiego Studium Biblijnego w Jerozolimie (Izrael). Prezentuje wyniki badań pracowników uczelni i związanych z nią naukowców w dziedzinie egzegezy biblijnej i patrystyki. W kilku tomach prezentowane były teksty pomocne w nauce języków biblijnych wraz z opracowaniami. Poszczególne publikacje należące do serii w różnych językach.